# Neuseeländische Cricket-Nationalmannschaft in Bangladesch in der Saison 2023/24
Die Tour der neuseeländischen Cricket-Nationalmannschaft nach Bangladesch in der Saison 2023/24 fand in zwei Abschnitten statt. Im ersten vom 21. bis zum 26. September 2023 wurden drei ODIs ausgetragen, vom 28. November bis zum 10. Dezember 2023 folgten dann zwei Tests. Die internationale Cricket-Tour war Bestandteil der internationalen Cricket-Saison 2023/24 und die Tests sind Bestandteil der ICC World Test Championship 2023–2025. Neuseeland gewann die ODI-Serie 2−0. Die Test-Serie endete 1–1 unentschieden.

## Vorgeschichte
Für beide Mannschaften war es die erste Tour der Saison. Das letzte Aufeinandertreffen der beiden Mannschaften bei einer Tour fand in der Saison 2021/22 in Neuseeland statt. Die Tour wurde zwischenzeitig durch den Cricket World Cup 2023 unterbrochen.

## Stadien
Die folgenden Stadien wurden für die Tour als Austragungsort vorgesehen.
| Stadion                                      | Stadt  | Kapazität | Spiele               |
| -------------------------------------------- | ------ | --------- | -------------------- |
| Sher-e-Bangla National Cricket Stadium (SNS) | Dhaka  | 26.000    | 1. – 3. ODI; 2. Test |
| Sylhet International Cricket Stadium         | Sylhet | 18.500    | 1. Test              |

## Kaderlisten
Neuseeland benannte seinen ODI-Kader am 2. September und seinen Test-Kader am 7. November 2023. Bangladesch benannte sein ODI-Team am 16. September und seinen Test-Kader am 18. November 2023.
| Test | Test | ODI | ODI |
| Bangladesch | Neuseeland | Bangladesch | Neuseeland |
| --- | --- | --- | --- |
| - Najmul Hossain Shanto (K) - Hasan Mahmud - Hasan Murad - Khaled Ahmed - Mahmudul Hasan Joy - Mehidy Hasan Miraz - Mominul Haque - Mushfiqur Rahim - Nayeem Hasan - Nurul Hasan (wk) - Shadman Islam - Shahadat Hossain - Shoriful Islam - Taijul Islam - Zakir Hasan | - Tim Southee (K) - Tom Blundell (wk) - Devon Conway - Matt Henry - Kyle Jamieson - Tom Latham - Daryl Mitchell - Henry Nicholls - Ajaz Patel - Glenn Phillips - Rachin Ravindra - Mitchell Santner - Ish Sodhi - Kane Williamson - Will Young - Neil Wagner | - Litton Das (K, wk) - Anamul Haque (wk) - Khaled Ahmed - Mahmudullah - Mahedi Hasan - Mehidy Hasan Miraz - Mushfiqur Rahim - Mustafizur Rahman - Najmul Hossain Shanto - Nasum Ahmed - Nurul Hasan (wk) - Rishad Hossain - Shoriful Islam - Soumya Sarkar - Tamim Iqbal - Tanzid Hasan - Tanzim Hasan Sakib - Towhid Hridoy - Zakir Hasan (wk) | - Lockie Ferguson (K) - Finn Allen (wk) - Tom Blundell (wk) - Trent Boult - Chad Bowes - Dane Cleaver (wk) - Dean Foxcroft - Kyle Jamieson - Cole McConchie - Adam Milne - Henry Nicholls - Rachin Ravindra - Ish Sodhi - Blair Tickner - Will Young |

## One-Day Internationals

### Erstes ODI in Dhaka
| 21. September Scorecard | Dhaka | Neuseeland 136-5 (33.4/42) | – | Bangladesch |
|                         |       | No Result                  |   |             |

Bangladesch gewann den Münzwurf und entschied sich als Feldmannschaft zu beginnen. Schon früh kam es zu Unterbrechungen auf Grund von Regenfällen. Für Neuseeland bildete Eröffnungs-Batter Will Young und der vierte Batter Henry Nicholls eine Partnerschaft. Nicholls gelangen 44 Runs und Young schied nach 44 Runs aus, bevor das Spiel auf Grund von abermals einsetzenden Regenfällen abgebrochen werden musste.

### Zweites ODI in Dhaka
| 23. September Scorecard | Dhaka | Neuseeland 254 (49.2)          | – | Bangladesch 168 (41.1) |
|                         |       | Neuseeland gewinnt mit 86 Runs |   |                        |

Neuseeland gewann den Münzwurf und entschied sich als Schlagmannschaft zu beginnen. Für sie erreichte Eröffnungs-Batter Finn Allen 12 und Chad Bowes 14 Runs, bevor Henry Nicholls und Tom Blundell eine Partnerschaft formten. Nichols gelangen 49 Runs und nachdem der hineinkommende Rachin Ravindra 10 Runs erzielte, verlor Blundell sein wicket nach einem Fifty über 68 Runs. In der Folge formten Cole McConchie und Ish Sodhi eine Partnerschaft. McConchie erreichte 20 Runs und die ihm folgenden Kyle Jamieson 20 und Lockie Ferguson 13 Runs. Sodhi verlor dann das letzte Wicket des Innings nach 35 Runs und setzte so die Vorgabe für Bangladesch auf 255 Runs. Beste pakistanische Bowler waren Mahedi Hasan mit 3 Wickets für 45 Runs und Khaled Ahmed mit 3 Wickets für 60 Runs. Für Bangladesch bildete Eröffnungs-Batter Tamim Iqbal mit dem dritten Schlagmann Tanzid Hasan eine Partnerschaft. Hasan schied nach 16 Runs aus und an der Seite von Iqbal folgte Mahmudullah. Iqbal verlor sein Wicket nach 44 Runs und nachdem Mahedi Hasan 17 Runs erreichte, schied Mahmudullah nach 49 Runs aus. Nasum Ahmed gelangen daraufhin 21 Runs, was jedoch nicht reichte um die Vorgabe zu gefährden. Bester neuseeländischer Bowler war Ish Sodhi mit 6 wickets für 39 Runs, der auch als Spieler des Spiels ausgezeichnet wurde.

### Drittes ODI in Dhaka
| 26. September Scorecard | Dhaka | Bangladesch 171 (34.3)           | – | Neuseeland 175-3 (34.5) |
|                         |       | Neuseeland gewinnt mit 7 Wickets |   |                         |

Bangladesch gewann den Münzwurf und entschied sich als Schlagmannschaft zu beginnen. diese verloren früh die Eröffnungs-Batter, woraufhin sich Najmul Hossain Shanto etablierte. An dessen Seite gelang Towhid Hridoy und Mushfiqur Rahim jeweils 18 Runs, Mahmudullah 21 Runs und Mahedi Hasan 13 Runs. Shanto scheid nach einem Fifty über 76 Runs aus und das Innings endete mit einer Vorgabe von 172 Runs für Neuseeland. Bester neuseeländischer Bowler war Adam Milne mit 4 Wickets für 34 Runs. Für Neuseeland bildeten die Eröffnungs-Batter Finn Allen und Will Young eine Partnerschaft. Allen gelangen 28 Runs und nachdem Henry Nicholls ins Spiel kam, schied Young nach einem Fifty über 70 Runs aus. Diesem folgte Tom Blundell, der zusammen mit Nicholls die Vorgabe im 35. Over einholte. Nicholls gelang dabei ein Fifty über 50 Runs und Blundell 23 Runs. Bester bangladeschischer Bowler war Shoriful Islam mit 2 Wickets für 32 Runs. Als Spieler des Spiels wurde Will Young ausgezeichnet.

## Tests

### Erster Test in Sylhet
| 28. November – 2. Dezember Scorecard | Sylhet | Bangladesch 310 (85.1) & 338 (100.4) | – | Neuseeland 317 (101.5) & 181 (71.4) |
|                                      |        | Bangladesch gewinnt mit 150 Runs     |   |                                     |

Bangladesch gewann den Münzwurf und entschied sich als Schlagmannschaft zu beginnen. Für sie etablierte sich Eröffnungs-Batter Mahmudul Hasan Joy und an seiner Seite konnte Zakir Hasan 12, sowie Najmul Hossain Shanto und Mominul Haque jeweils 37 Runs erzielen. Nachdem Mushfiqur Rahim aufs Feld kam, schied Joy nach einem Fifty über 86 Runs aus und wurde durch Shahadat Hossain ersetzt. Rahim erreichte 12 Runs und der hineinkommende Mehidy Hasan Miraz 20 Runs, bevor Nurul Hasan ins Spiel kam. Hossain gelangen 24 Runs und Hasan 29 Runs. Nachdem Nayeem Hasan 16 Runs erzielte und durch Shoriful Islam ersetzt wurde, endete der Tag beim Stand von 310/9. Am zweiten Tag verlor Islam sein Wicket nach 13 Runs und beendete so das Innings. Bester neuseeländischer Bowler war Glenn Phillips mit 4 Wickets für 53 Runs. Für Neuseeland bildeten die Eröffnungs-Batter Tom Latham und Devon Conway eine Partnerschaft. Latham erreichte 21 Runs und kurz darauf schied Conway nach 12 Runs aus, bevor sich Kane Williamson etablieren konnte. An dessen Seite erzielte Henry Nicholls 19, Daryl Mitchell 41 Runs und Glenn Phillips 42 Runs. Nachdem Kyle Jamieson aufs Feld kam verlor Williamson nach einem Century über 104 Runs aus 205 Bällen sein Wicket. Daraufhin folgte ihm Tim Southee und der Tag endete beim Stand von 266/8. Am dritten Spieltag schied Jamieson nach 23 Runs aus und kurz darauf auch Southee mit 35 Runs, womit das Innings mit einem Vorsprung von 7 Runs endete. Beste bangladeschische Bowler waren Taijul Islam mit 4 Wickets für 109 Runs und Mominul Haque mit 3 Wickets für 4 Runs. In ihrem zweiten Innings schied Eröffnungs-Batter Zakir Hasan nach 17 Runs aus, worauf hin Najmul Hossain Shanto und Mominul Haque eine Partnerschaft formten. Haque erreichte 40 Runs und wurde durch Mushfiqur Rahim ersetzt, woraufhin der Tag beim Stand von 212/3 endete. Am vierten Spieltag verlor Shanto sein Wicket nach einem Century über 105 Runs aus 198 Bällen, woraufhin Shahadat Hossain aufs Feld kam. Rahim gelang ein Fifty über 67 Runs und nachdem sich Mehidy Hasan Miraz etablierte verlor Hossain sein Wicket nach 18 Runs. An der Seite von Miraz erzielten daraufhin Nurul Hasan und Shoriful Islam jeweils 10 Runs, womit die Vorgabe auf 332 Runs erhöht wurde. Miraz hatte bis dahin ein Fifty über 50* Runs erreicht. Bester neuseeländischer Bowler war Ajaz Patel mit 4 Wickets für 148 Runs. Für Neuseeland formte Eröffnungs-Batter Devon Conway mit dem dritten Schlagmann Kane Williamson eine Partnerschaft. Williamson erreichte 11 Runs und nachdem Daryl Mitchell aufs Feld kam, schied Conway nach 22 Runs aus. An der Seite von Mitchell erreichte Phillips 12 Runs und der Tag endete beim Stand von 113/7. Am fünften Spieltag fand Mitchell mit Ish Sodhi einen weiteren Partner und erreichte ein Fifty über 58 Runs. An der Seite von Sodhi gelangen Tim Southee dann 34 Runs und kurz darauf verlor Sodhi nach 22 Runs das letzte Wicket des Spiels, womit Bangladesch erstmals einen heimischen Test gegen Neuseeland gewonnen hatte. Bester bangladeschischer Bowler war Taijul Islam mit 6 Wickets für 75 Runs, der auch als Spieler des Spiels ausgezeichnet wurde.

### Zweiter Test in Dhaka
| 6. – 9. Dezember Scorecard | Dhaka | Bangladesch 172 (66.2) & 144 (35) | – | Neuseeland 180 (37.1) & 139-6 (39.4) |
|                            |       | Neuseeland gewinnt mit 4 Wickets  |   |                                      |

Bangladesch gewann den Münzwurf und entschied sich als Schlagmannschaft zu beginnen. Für sie erreichte Eröffnungs-Batter Mahmudul Hasan Joy 14 Runs, bevor Mushfiqur Rahim und Shahadat Hossain eine Partnerschaft formten. Rahim schied nach 35 Runs aus und wurde durch Mehidy Hasan Miraz gefolgt. Hossein erreichte 31 und Miraz 20 Runs, bevor Nayeem Hasan mit Shoriful Islam eine weitere Partnerschaft formte. Islam verlor das letzte Wicket des Innings nach 10 Runs, als Hasan 13* Runs erzielt hatte. Beste neuseeländische Batter waren Glenn Phillips mit 3 Wickets für 31 Runs und Mitchell Santner mit 3 Wickets für 65 Runs. Für Neuseeland erreichte Eröffnungs-Batter Devon Conway 11 Runs, bevor Kane Williamson zusammen mit Daryl Mitchell eine Partnerschaft formte. Williamson gelangen 13 Runs und nachdem Glenn Phillips aufs Feld kam endete der Tag beim Stand von 55/5. Am zweiten Tag war auf Grund von Regenfällen kein Spielen möglich. Am dritten Tag verlor Mitchell nach 18 Runs sein Wicket und nachdem Kyle Jamieson nach 20 Runs ausschied folgte ihm Tim Southee. Phillips verlor nach einem Fifty über 87 Runs sein Wicket und als Southee nach 14 Runs ausschied endete das Innings mit einem Vorsprung von 8 Runs für Neuseeland. Beste bangladeschische Bowler waren Mehidy Hasan Miraz mit 3 Wickets für 53 Runs und Taijul Islam mit 3 Wickets für 64 Runs. In ihrem zweiten Innings etablierte sich für Bangladesch Eröffnungs-Batter Zakir Hasan und der Tag endete beim Stand von 38/2. Am vierten Spieltag erreichte an seiner Seite von Hasan der hineinkommende Najmul Hossain Shanto 15 und Mominul Haque 10 Runs. Nachdem Taijul Islam aufs Feld kam, schied Hasan nach einem Fifty über 59 Runs aus. Islam beendete das Innings ungeschlagen nach 14* Runs und erhöhte so die Vorgabe auf 137 Runs. Beste neuseeländische Bowler waren Ajaz Patel mit 6 Wickets für 57 Runs und Mitchell Santner mit 3 Wickets für 51 Runs. Für Neuseeland formte Eröffnungs-Batter Tom Latham mit dem dritten Schlagmann Kane Williamson eine Partnerschaft. Williamson erreichte 11 Runs und nachdem Daryl Mitchell aufs Feld kam, verlor Latham sein Wicket nach 26 Runs. Mitchell fand mit Glenn Phillips einen weiteren Partner. Nachdem Ausscheiden von Mitchell nach 19 Runs gelang es Phillips zusammen mit Mitchell Santner die Vorgabe einzuholen. Phillips gelangen dabei 40* Runs und Santner 35* Runs. Bester bangladeschischer Bowler war Mehidy Hasan Miraz mit 3 Wickets für 52 Runs. Als Spieler des Spiels wurde Glenn Phillips ausgezeichnet.

## Auszeichnungen

### Player of the Series
Als Player of the Series wurden der folgende Spieler ausgezeichnet.
| Serie | Player of the Series |
| ----- | -------------------- |
| Test  | Taijul Islam         |
| ODI   | Henry Nichols        |

### Player of the Match
Als Player of the Match wurden die folgenden Spieler ausgezeichnet.
| Spiel   | Player of the Match |
| ------- | ------------------- |
| 1. Test | Taijul Islam        |
| 2. Test | Glenn Phillips      |
| 1. ODI  | –                   |
| 2. ODI  | Ish Sodhi           |
| 3. ODI  | Will Young          |

## Statistiken
Die folgenden Cricketstatistiken wurden bei dieser Tour erzielt.

### Tests
| Tests                 | Tests       | Tests   | Tests   | Tests   | Tests   | Tests   | Tests   | Tests   |
| Batting               | Batting     | Batting | Batting | Batting | Batting | Batting | Batting | Batting |
| Spieler               | Mannschaft  | Spiele  | Innings | Runs    | Average | HS      | 100s    | 50s     |
| --------------------- | ----------- | ------- | ------- | ------- | ------- | ------- | ------- | ------- |
| Glenn Phillips        | Neuseeland  | 2       | 4       | 181     | 60,33   | 87      | 0       | 1       |
| Najmul Hossain Shanto | Bangladesch | 2       | 4       | 166     | 41,50   | 105     | 1       | 0       |
| Kane Williamson       | Neuseeland  | 2       | 4       | 139     | 34,75   | 104     | 1       | 1       |
| Daryl Mitchell        | Neuseeland  | 2       | 4       | 136     | 34,00   | 58      | 0       | 1       |
| Mushfiqur Rahim       | Bangladesch | 2       | 4       | 123     | 30,75   | 67      | 0       | 1       |
| Bowling               |             |         |         |         |         |         |         |         |
| Spieler               | Mannschaft  | Spiele  | Overs   | Wickets | Average | BBI     | 5W      | 10W     |
| Taijul Islam          | Bangladesch | 2       | 100.2   | 15      | 20,40   | 6/75    | 1       | 1       |
| Ajaz Patel            | Neuseeland  | 2       | 95.4    | 14      | 23,92   | 6/57    | 1       | 0       |
| Glenn Phillips        | Neuseeland  | 2       | 44.0    | 8       | 16,37   | 4/53    | 0       | 0       |
| Mehidy Hasan Miraz    | Bangladesch | 2       | 64.4    | 8       | 26,62   | 3/52    | 0       | 0       |
| Mitchell Santner      | Neuseeland  | 1       | 39.0    | 6       | 19,33   | 3/51    | 0       | 0       |

### ODIs
| ODIs                  | ODIs        | ODIs    | ODIs    | ODIs    | ODIs    | ODIs    | ODIs    | ODIs    |
| Batting               | Batting     | Batting | Batting | Batting | Batting | Batting | Batting | Batting |
| Spieler               | Mannschaft  | Spiele  | Innings | Runs    | Average | HS      | 100s    | 50s     |
| --------------------- | ----------- | ------- | ------- | ------- | ------- | ------- | ------- | ------- |
| Henry Nicholls        | Neuseeland  | 3       | 3       | 143     | 71,50   | 50*     | 0       | 1       |
| Will Young            | Neuseeland  | 3       | 3       | 128     | 42,66   | 70      | 0       | 2       |
| Tom Blundell          | Neuseeland  | 3       | 3       | 99      | 99,00   | 68      | 0       | 1       |
| Najmul Hossain Shanto | Bangladesch | 1       | 1       | 76      | 76,00   | 76      | 0       | 1       |
| Mahmudullah           | Bangladesch | 3       | 2       | 70      | 35,00   | 49      | 0       | 0       |
| Bowling               |             |         |         |         |         |         |         |         |
| Spieler               | Mannschaft  | Spiele  | Overs   | Wickets | Average | BBI     | 5W      | 10W     |
| Ish Sodhi             | Neuseeland  | 3       | 16.0    | 6       | 13,16   | 6/39    | 1       | 0       |
| Mustafizur Rahman     | Bangladesch | 2       | 17.0    | 5       | 16,00   | 3/27    | 0       | 0       |
| Adam Milne            | Neuseeland  | 1       | 6.3     | 4       | 8,50    | 4/34    | 0       | 0       |
| Khaled Ahmed          | Bangladesch | 3       | 28.0    | 4       | 28,75   | 2/21    | 0       | 0       |
| Cole McConchie        | Neuseeland  | 3       | 7.0     | 3       | 7,00    | 2/18    | 0       | 0       |
| Khaled Ahmed          | Bangladesch | 2       | 13.2    | 3       | 24,00   | 3/60    | 0       | 0       |
| Mahedi Hasan          | Bangladesch | 3       | 22.0    | 3       | 32,33   | 3/45    | 0       | 0       |